# Petite Fleur (série télévisée)
Pour les articles homonymes, voir Petite Fleur.
Petite Fleur (Blossom) est une série télévisée américaine en 114 épisodes de 22 minutes, créée par Don Reo et diffusée entre le 3 janvier 1991 et le 22 mai 1995 sur le réseau NBC.
En France, la première saison a été diffusée à partir du 2 juin 1991 sur TF1 dans le Disney Club. Les saisons suivantes seront diffusées à partir du 12 septembre 1992 dans l'émission Ça me dit et vous ?. Au Québec, la série a été diffusée à partir du 17 juin 1996 sur le réseau TVA.

## Synopsis
Cette série raconte la vie quotidienne de Nick Russo, père divorcé, et de ses enfants : Anthony, Joey et leur sœur Peneloppe, surnommée Petite Fleur.

## Distribution

### Acteurs principaux
- Mayim Bialik (VF : Barbara Tissier) : Peneloppe « Petite Fleur » Russo
- Joseph Lawrence (VF : Hervé Rey) : Joey Russo
- Jenna von Oÿ (VF : Claire Guyot) : Six LeMeure
- Ted Wass (VF : Daniel Gall) : Nick Russo
- Michael Stoyanov (en) (VF : Luq Hamet) : Anthony Russo
- Barnard Hughes (VF : Jean-Pierre Delage) : Buzz Richman (saisons 2 à 4)
- David Lascher (VF : Denis Laustriat) : Vinnie Bonitardi (saisons 3 et 4, puis invité)
- Portia Dawson (en) : Rhonda Jo Applegate (saisons 2 à 4)
- Finola Hughes (VF : Pauline Larrieu) : Carol (saisons 4 et 5)
- Courtney Chase : Kennedy, fille de Carol (saison 5)

### Invités
- Paul Fusco : Alf (saison 1, épisode 8)
- Will Smith : Will (saison 2, épisode 4)

## Fiche technique
- Producteur exécutif : Don Reo
- Producteurs : Kenneth R. Koch et Racelle Rosett Schaefer

### Générique français
- Interprète : Dan Mitrecey
- Paroles françaises : Luc Aulivier
- Musique : Mike Post

## Épisodes

### Première saison (1990-1991)
1. titre français inconnu (Pilot)
2. Adieu l'enfance (Blossom Blossoms)
3. Petite Fleur perd ses pétales (My Sister's Keeper)
4. La Fiancée de papa (Dad's Girlfriend)
5. Qui c'est qui commande ? (Who's In Charge Here?)
6. Les Fantasmes de l'adolescence (Sex, Lies and Teenagers)
7. Cherche amitié durable (I Ain't Got No Buddy)
8. Merci de me le rappeler (Thanks for the Memorex)
9. Avec qui voulez-vous danser ? (The Geek)
10. Qui aime bien châtie bien (Tough Love)
11. La Nuit fantastique (Such a Night)
12. Les Années scolaires (School Daze)
13. titre français inconnu (Papa's Little Dividend)
14. L'Amour, c'est pas toujours comme ça (Love Stinks!)

### Deuxième saison (1991-1992)
1. Carnet intime (Second Base)
2. Notre grand-père Bozz (Here Comes the Buzz!)
3. Le Joint (The Joint)
4. En avant la musique (I'm with the Band)
5. Quel honneur ? (Honor?)
6. Pour dire la vérité (To Tell the Truth)
7. Intervention (Intervention)
8. Sauve qui peut (Run for the Border)
9. Rockumentaire (Rockumentary)
10. De grandes attentes (Expectations)
11. Interdiction de rentrer (You Can't Go Home)
12. Cette Vieille Maison (This Old House)
13. Une vie de marginal (It's a Marginal Life)
14. Le Test (The Test)
15. Coup de foudre pour le prof (Hot for Teacher)
16. Une Virée en enfer (Three O'Clock and All Is Hell)
17. Les perdants sont les gagnants (Losers Win)
18. La lettre (The Letter)
19. Debout, ma petite Suzy  (Wake Up Little Susie)
20. N'oublie jamais (You Must Remember This)
21. Maison d'accueil (House Guests)
22. titre français inconnu (Whines and Misdemeanors)
23. titre français inconnu (Driver's Education)
24. titre français inconnu (Spring Fever)

### Troisième saison (1992-1993)
1. Runaway
2. Dear Mom
3. No Cure for Love
4. What Price Love?
5. The Joey Chronicles
6. Kids
7. Only When I Laugh
8. I Killed Chico Barranca
9. All Hallows Eve
10. The Making of the President
11. My Girl
12. The Frat Party
13. Losing Your... Religion
14. Ruby
15. The Last Laugh
16. Time
17. Car Wrecks and Marriage
18. Mystery Train
19. Best Laid Plans of Mice and Men
20. Student Films
21. All Dressed Up
22. The Thrill Is Gone
23. You Did What?
24. Sitcom
25. Hunger
26. Paris

### Quatrième saison (1993-1994)
1. Blossom in Paris (épisode de deux heures ; lorsqu'il est vendu en syndication, divisé en quatre épisodes)
2. Transitions
3. Kiss and Tell
4. Six and Sonny
5. Blossom's Dilemma
6. .38 Special
7. The Fifty-Minute Hour
8. True Romance
9. Let's Talk About Sex
10. Big Doings: Part 1
11. Big Doings: Part 2
12. Copycat
13. Getting Lucky
14. Meat
15. Double Date
16. Beach Blanket Blossom: Part 1
17. Beach Blanket Blossom: Part 2
18. A Little Help from My Friends
19. Our Favorite Scenes
20. Blue Blossom
21. Sex, Lies and Mrs. Peterson
22. Seven Deadly Sins
23. Night of Reckoning
24. Last Tango
25. Graduation

### Cinquième saison (1994-1995)
1. A New Life: Part 1
2. A New Life: Part 2
3. Puppy Love
4. Your New Planet
5. The Wedding
6. Writing the Wrongs
7. Dirty Rotten Scoundrel
8. The Game You Play Tomorrow
9. Blossom Gump
10. Oh, Baby
11. Mating Rituals
12. Hi Diddly Dee
13. A Kiss Is Just a Kiss
14. Who's Not on First
15. It Happened One Night
16. A Mind with a Heart of Its Own
17. The Date
18. The Departure
19. A Star Is Bared
20. You Say Tomato
21. So Many Milestones, So Little Time
22. Goodbye

## Cross-overs
- Estelle Getty reprend son rôle de Sophia Petrillo (en) des séries Les Craquantes et Empty Nest dans l'épisode 7 de la saison 1.
- Will Smith apparait dans l'épisode 4 de la saison 2 sous son nom de rappeur « The Fresh Prince ».
- Karyn Parsons apparait dans l'épisode 19 de la saison 2 dans le rôle d'Hillary Banks de la série Le Prince de Bel-Air.